# Giulio Cesare Cortese
Giulio Cesare Cortese né à Naples vers la fin de 1570 et mort après 1640 est un poète baroque napolitain.

## Biographie
Né vers la fin de 1570 (on ignore la date de sa mort), il appartenait à une famille noble, et se rendit fort jeune encore à la cour du grand-duc de Toscane, Ferdinand de Médicis. Il soupira pour une jeune beauté, qui reçut fort mal ses déclarations de tendresse, et il revint dans sa patrie, livré à un chagrin profond. Dans le but de se distraire et de se venger, il s’avisa de composer un poème satirique dirigé contre les femmes ; mais, au lieu de s’en prendre à des dames de haut parage, il choisit pour héroïnes les vajasse, ou servantes des ménages bourgeois. La Vajasséide, partagée en cinq chants, parut en 1604 ; elle eut en quatorze ans seize éditions. Comme tableau des habitudes populaires de Naples à cette époque, c’est un livre amusant et digne du succès qu’il obtint ; les fêtes du peuple, les superstitions nationales s’y montrent sous une physionomie vivante et réelle.
Encouragé par ce brillant début, Cortese reprit la plume et mit au jour divers ouvrages. Dans ses Micco Passaro innamorato, il chante les aventures, les mœurs, les revers d’un fanfaron, passablement poltron en réalité, et type alors en vogue d’une classe de personnages qu’avaient enfantés les discordes civiles et l’habitude du désordre. Le Cerriglio incantato est un poème en six chants, rempli de narrations de sorcellerie, de combats avec des géants et d’épisodes chevaleresques et facétieux ; ce genre était alors fort à la mode. Dans tous ces écrits on rencontre une facilité inépuisable, un style pittoresque, une phrase tellement vive qu’elle réclame le secours du geste, une versification sonore et pleine de jactance. Des onomatopées bien autrement expressives que celles qu’a enregistrées Charles Nodier s’y rencontrent en foule. Cortese a laissé quelques autres ouvrages ; mais ils offrent moins d’intérêt que les trois poèmes cités. Le Voyage au Parnasse est une production en sept chants, froide et manquée ; la pastorale de La Rose, inspirée par le Pastor fido, est gâtée par les exagérations et les images fausses qui dominaient alors dans la littérature. Le roman en prose des Aventures de Ciullo et de Gerna n’offre rien de remarquable, si ce n’est qu’il est écrit en napolitain. Cortese n’a laissé aucun ouvrage en italien pur, et c’est un bonheur pour lui, car les poètes patois de l’Italie perdent tous le mérite qu’ils peuvent avoir lorsqu’ils veulent faire usage de l’idiome classique de la Toscane.

## Œuvres
- Opere di Giulio Cesare Cortese in lingua napoletana. Napoli, 1666, in-12. Édition la plus complète des œuvres de ce poète, qui sont écrites en napolitain et dans laquelle on trouve : La Rosa, fauola, «une des meilleures pièces de ce genre qu'ait produites l'Italie» (Brunet II, 313) ; La Vajasséide, poema héroïco, et plusieurs autres petits poèmes qui ont chacun un titre spécial et une pagination séparée.